# Dorfkirche Nöbdenitz

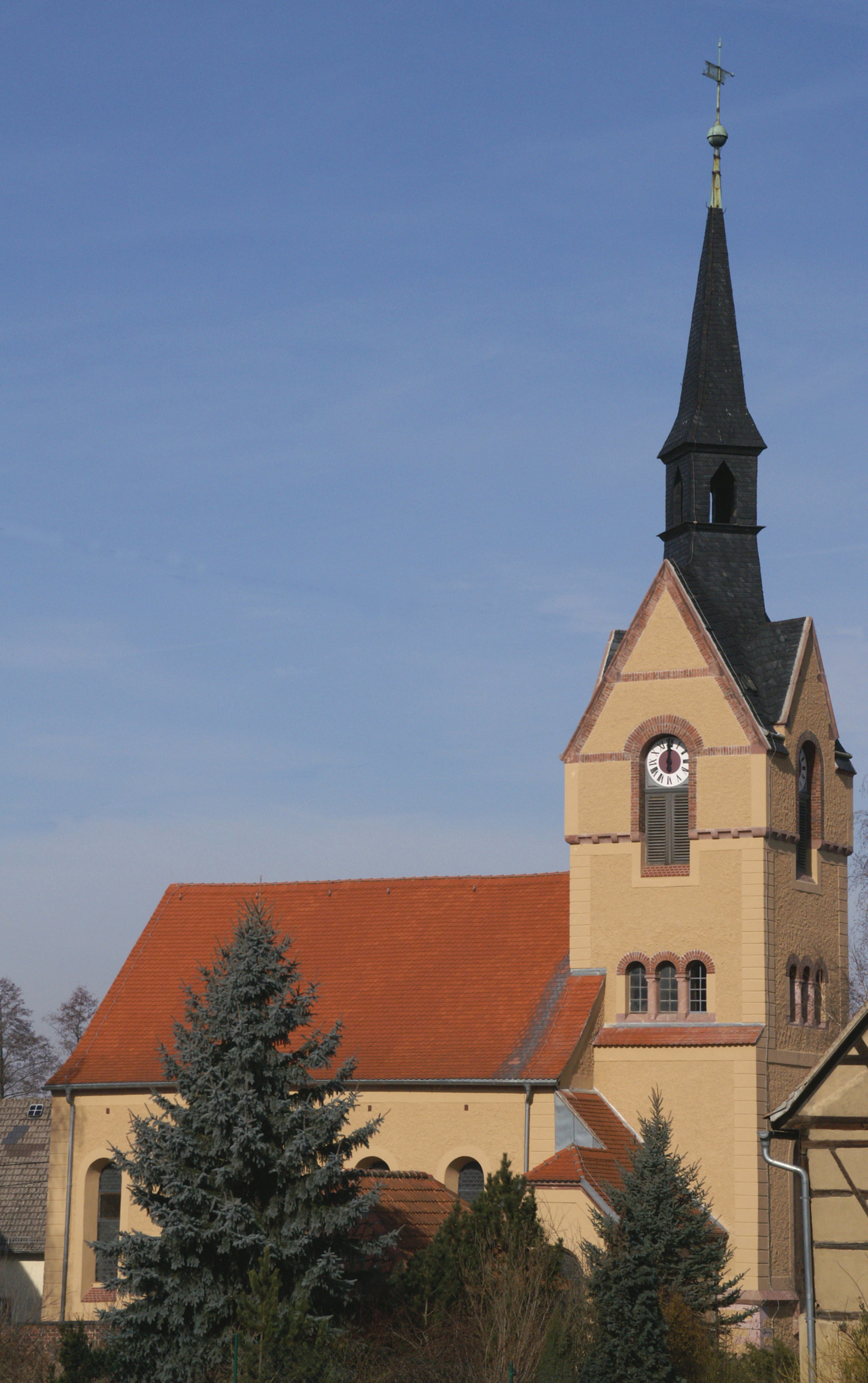
Die Kirche

Die Dorfkirche Nöbdenitz steht im Ortsteil Nöbdenitz der Stadt Schmölln im Landkreis Altenburger Land in Thüringen.

## Geschichte
Die Dorfkirche Nöbdenitz wurde 1313 erstmals urkundlich erwähnt. Am 9. Oktober 1342 wurde sie dem Kloster Cronschwitz übereignet. Sie war der Maria Unseren lieben Frau geweiht.
Im Jahr 1685 erhielt das Gotteshaus einen achteckigen Turmaufsatz mit doppelter Haube für den Turm, der 1748 schon wieder repariert werden musste. 1878 musste der Turm durch ein Holzgerüst über der Apsis abgesteift werden, und die größte der drei Glocken wurde abgenommen und verkauft, um für den Turm und das Glockengestühl Entlastung zu schaffen. Die Statik für diesen Bau war wohl falsch berechnet. 1893 erfolgte dann der völlige Umbau der Kirche. Am 1. Juli 1894 wurde mit dem Umbau begonnen, aber die Kirche wurde fast völlig abgebrochen. Es standen nur noch die Langmauern und die Wand zum Rittergut.
Am 26. Juli 1896 war die feierliche Einweihung des Gotteshauses. 1897 kritisierte jedoch der Pfarrer die lackierten Bänke, sie würden noch kleben.
Die Kirche wurde in den 1990er Jahren umfassend restauriert; die Restaurierung der Gebäude des Pfarrhofs erfolgte bis 2014.
Die Kirche liegt am Radfernweg Thüringer Städtekette und wurde in das Verzeichnis der Radwegekirchen aufgenommen.